# 商業登記法
商業登記法（しょうぎょうとうきほう、英語: Commercial Registration Act、昭和38年7月9日法律第125号）は、商法や会社法の規定による登記すべき事項その他手続に関する日本の法律である。
手続の細部については規則が定められている。
株式会社などを設立するには、この法律に則って登記を行わなければならない。司法書士がその登記の申請や相談に関する業務を行うことができる。
1963年（昭和38年）7月9日に公布された。2005年（平成17年）の会社法の制定を受けて改正され、2006年（平成18年）会社法の施行と同時に施行された。

## 構成
- 第一章 総則（第一条・第一条の二）[2]
- 第一章の二 登記所及び登記官（第一条の三―第五条）[3]
- 第二章 登記簿等（第六条―第十三条）[4]
- 第三章 登記手続[5]
  - 第一節 通則（第十四条―第二十六条）
  - 第二節 商号の登記（第二十七条―第三十四条）
  - 第三節 未成年者及び後見人の登記（第三十五条―第四十二条）
  - 第四節 支配人の登記（第四十三条―第四十五条）
  - 第五節 株式会社の登記（第四十六条―第九十二条）
  - 第六節 合名会社の登記（第九十三条―第百九条）
  - 第七節 合資会社の登記（第百十条―第百十六条）
  - 第八節 合同会社の登記（第百十七条―第百二十六条）
  - 第九節 外国会社の登記（第百二十七条―第百三十一条）
  - 第十節 登記の更正及び抹消（第百三十二条―第百三十八条）
- 第四章 雑則（第百三十九条―第百四十八条）[6]
- 附則